# Форашкут
Форашкут (мађ. Forráskút) је село у Мађарској, јужном делу државе. Село управо припада Морахаломском срезу Чонградско-чанадске жупаније, са седиштем у Сегедину.

## Природне одлике
Насеље Форашкут налази у јужном делу Мађарске.
Подручје око насеља је равничарско (Панонска низија), приближне надморске висине око 90 m. Западно од насеља се уздиже Телечка пешчара, а источно је плодна равница Потисја.

## Становништво
Према подацима из 2013. године Форашкут је имао 2.315 становника. Последњих година број становника стагнира.
Претежно становништво у насељу су Мађари римокатоличке вероисповести.